# حبيل رافع (ردفان)

تعديل مصدري - تعديل

حبيل رافع هي إحدى قرى عزلة الحبيلين بمديرية ردفان التابعة لمحافظة لحج، بلغ تعداد سكانها 69 نسمة حسب تعداد اليمن لعام 2004.